# Italo Lana
(Italo Lana, in De tuo tibi, 1996)
Italo Lana (Savona, 25 febbraio 1921 – Torino, 13 marzo 2002) è stato un filologo classico e latinista italiano.

## Biografia
Nacque a Savona da famiglia piemontese; il padre era un ferroviere socialista che rifiutò di giurare fedeltà al fascismo.
Nel 1941 Italo Lana iniziò il servizio militare, in piena seconda guerra mondiale, durante la quale cadde prigioniero dell'esercito tedesco.
Rientrato in patria nel settembre 1945, si dedicò alla tesi di laurea - su Properzio - che discusse a Torino nel luglio 1946. I suoi maestri furono Augusto Rostagni e, indirettamente, Gaetano De Sanctis e il futuro arcivescovo di Torino Michele Pellegrino. Con quest'ultimo, incaricato di letteratura cristiana antica, si conobbero in realtà durante la seduta di laurea, essendo Pellegrino membro della commissione, mentre De Sanctis era all'epoca bandito dall'università per non aver giurato fedeltà al fascismo.
Studioso del mondo greco e romano e del passaggio dall'antichità al Medioevo, concentrò il proprio interesse su temi di ampio respiro come la libertà, la pace e il lavoro. Dedicò inoltre molti studi al pensiero e alla vita di Seneca.
Insegnò letteratura latina nelle Università di Cagliari (1952-53) e Pisa (1953-55) e infine a Torino, Ateneo al quale legò la maggior parte della sua carriera. Nel capoluogo piemontese fu professore ordinario dapprima di filologia greco-latina (1955-61) e in seguito, succedendo al maestro Rostagni, ancora una volta di letteratura latina (1961-91); inaugurò l'ordinariato con un corso su "La letteratura latina dalle origini a Plauto" (a.a. 1961-1962), che riprendeva nel titolo e nell'argomento il primo corso tenuto da Rostagni, nel 1939-1940, che Lana aveva seguito da studente.
Diresse i "Classici latini" e i "Classici greci" presso l'editore UTET. Fu autore anche di un Vocabolario Latino (Paravia,1978).
Morì nel 2002 a Torino, dopo lunga malattia, lasciando la moglie e cinque figli.

## Opere principali
- Velleio Patercolo o Della propaganda (1952)
- I Progimnasmi di Elio Teone (1959)
- Rutilio Namaziano (1961)
- Due capitoli prudenziani (1962)
- La poesia nell'età di Nerone (1965)
- La poesia di Virgilio (1966, 1974)
- Studi sul pensiero politico classico (1973)
- Studi sul romanzo di Apollonio re di Tiro (1975)
- Tacito: l'intellettuale e il potere (1977)
- Vocabolario Latino (1978)
- L'idea del lavoro a Roma (1984)
- Storia della civiltà letteraria di Roma e del mondo romano (1984)
- La condizione dei minatori nelle miniere secondo Plinio il Vecchio (1985)
- Considerazioni sul Classico (1988)
- L'idea della pace nell'Antichità (1991)
- Orazio: dalla poesia al silenzio (1993)
- Sapere, lavoro e potere in Roma antica (1990)